# Districte de Sahiwal
El districte de Sahiwal (urdú ضلع ساہیوال) és unsa divisió administrativa del Panjab (Pakistan),a la divisió de Sahiwal, amb una superfície de 3201 km² i una població al cens del 1998 d'1.843.194 habitants. La capital és Sahiwal, antiga Montgomery (el districte també s'anomenava abans per l'antic nom de la capital, vegeu Districte de Montgomery)

## Història
Montgomery fou fundada el 1865 per Sir Robert Montgomery, tinent governador del Panjab. Tant la ciutat com el districte van agafar el 1966 el nom de Sahiwal, que era el nom local, escrit però com a Shaiwal, el qual deriva de la tribu sahi que viu a la zona.

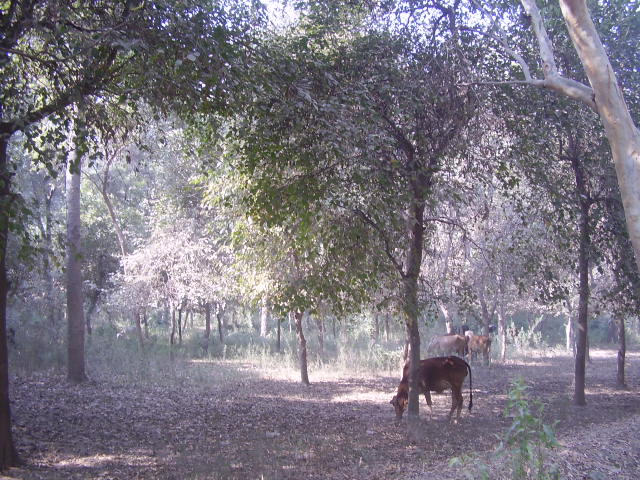
Jungla al Districte de Sahiwal

## Geografia
El riu principal és el Khushak Bias. Segons consta a la wikipèdia en angles hi ha 531 pobles però per una mala redacció no es pot saber si corresponen al districte de Sahiwal o a la divisió de Sahiwal. Probablement es refereix als pobles del districte el qual està format per dos tehsils:
- Sahiwal
- Chichawatni

Algunes ciutats a esmentar són Qadirabad, Yousafwala, Iqbalnagar, Kassowal, Noorshah, Harappa i Ghaziabad. S'està construint un aeroport. Harappa a uns 25 km al sud-oest de Sahiwal, és un destacat centre arqueològic de la civilització anomenada civilització de la Vall de l'Indus o d'Harappa o de Mohenjo-daro, on les excavacions es van iniciar el 1872/1873 per Sir Alexander Cunningham i després més extensivament per Rai Bahadur Daya Ram Sahni el 1920. Els treballs foren continuats per Madho Sarup Vats, de l'Archaeological Survey of India.; el 1946, Sir Mortimer Wheeler va excavar les muralles i va trobar els primers dipòsits de la civilització que va precedir la de la vall de l'Indus (a Kot Dijian). Després de 1947, Harappa fou excavada per Mohammed Rafique Mughal del Archaeological Survey of Pakistan el 1966. El 1986 es va iniciar l'excavació coneguda com a Harappa Archaeological Project (HARP) sota direcció de George F. Dales i Jonathan Mark Kenoyer amb notables descobriments (encara en part pendents d'excavació) de la ciutat, el llit antic del riu Ravi (modernament passa uns 10 km més al nord), cementiri de la civilització i cementiri posterior, i objectes que remunten al 5300 aC.
Diverses tribus poblen el districte destacant els bhattis, jutts, khagges, chatthes, farooqis, kharals, zaidis, johiyes, kathia, bhagwan, hans, sials, dhakus, langrials, wattus, dhudhis, balutxis, mughals i bodles. La llengua més corrent és el panjabi. Hi ha també algunes tribus de fora que s'han establert modernament al districte: els arains o arrains, dogars, gujars i chatthes.

## Clima
El clima és extrem entre 52 graus a l'estiu i cinc graus sota zero a l'hivern. El sol és fèrtil i les pluges són un pro-mig de 2000 mm any.

## Poblacions
- Hujra Shah Muqeem

## Personatges
El personatge més destacat del districte és el premi Nobel de física de 1979 Dr. Abdus Salam nascut a Santokdas, un poble del districte. Va viure i fou enterrat a Rabwah al districte de Jhang.